# اینان‌لی (یوسف‌علی)
اینان‌لی (به ترکی استانبولی: İnanlı) یک منطقهٔ مسکونی در ترکیه است که در یوسف‌علی واقع شده‌است. اینان‌لی ۵۴ نفر جمعیت دارد.